# IC 1683
IC 1683 est une galaxie spirale située dans la constellation d'Andromède. Sa vitesse par rapport au fond diffus cosmologique est de (4588 ± 26) km/s, ce qui correspond à une distance de Hubble de 67,7 ± 4,8 Mpc (∼221 millions d'al). IC 1683 a été découverte par l'astronome français Stéphane Javelle en 1899.
IC 1683 est une galaxie dont le noyau brille dans le domaine de l'ultraviolet. Elle est inscrite dans le catalogue de Markarian sous la cote Mrk 897 (MK 897). Elle présente aussi une large raie HI.
À ce jour, quatre mesures non basées sur le décalage vers le rouge (redshift) donnent une distance de 69,450 ± 1,526 Mpc (∼227 millions d'al), ce qui est à l'intérieur des valeurs de la distance de Hubble.

## Groupe de NGC 507
IC 1683 fait partie du groupe de NGC 507. Ce vaste groupe comprend au moins 42 galaxies dont 21 figurent au catalogue NGC et 5 au catalogue IC. La plus brillante de ces galaxies est NGC 507 et la plus grosse NGC 536. 